# هایمن مینسکی
هایمن فیلیپ مینسکی (به انگلیسی: Hyman Philip Minsky)، (زاده ۲۳ سپتامبر ۱۹۱۹ - درگذشته ۲۴ اکتبر ۱۹۹۶) اقتصاددان آمریکایی که، در دوران رکود اقتصادی بزرگ دهه ۱۹۳۰ بزرگ شده بود. این رویداد دیدگاه‌های مینسکی را شکل داد و باعث شد او همه تلاش خود را صرف شرح چگونگی بروز این بحران کند و دنبال راهی برای جلوگیری از روی دادن دوباره آن باشد.
مینسکی همه عمر خود را در حاشیه اقتصاد گذراند، اما با فرارسیدن بحران مالی سال‌های ۲۰۰۷ و ۲۰۰۸، دیدگاه‌های او به یک‌باره مورد توجه فراوان قرار گرفت. بسیاری بر این باور بودند که این دیدگاه‌ها آنچه را که روی داده بود به بهترین نحو توضیح می‌داد. به‌ناگاه تقاضا برای کتاب‌های او که مدت‌ها بود دیگر تجدید چاپ نمی‌شدند، بالا رفت و نسخه‌های این کتاب‌ها به قیمت صدها دلار دست به دست می‌شد.
این رقم برای کتاب‌های قطوری که عنوان‌هایی نظیر "ایجاد ثبات در اقتصادی بی‌ثبات" داشتند، قابل توجه بود. مقامات ارشد بانک‌های مرکزی، از جمله جانت یلن، رئیس فعلی بانک مرکزی آمریکا، و مروین کینگ، رئیس سابق بانک مرکزی انگلستان، به نقل دیدگاه‌های او پرداختند. پل کروگمن، برنده سابق جایزه نوبل اقتصاد، یک سخنرانی معروفش درباره بحران اقتصادی را "شبی که دوباره حرف‌های مینسکی را خواندند" نامید.

## ثبات عامل بی‌ثباتی است
ایده اصلی مینسکی آنقدر ساده است که می‌توان آن را مثل شعاری روی یک تی‌شرت چاپ کرد: "ثبات عامل بی‌ثباتی است." اکثر کارشناسان اقتصاد کلان با مدلی که آن را "مدل تعادل" می‌خوانند، کار می‌کنند. جان کلام این مدل این است که اقتصاد بازار مدرن در اساس خود باثبات است.
معنایش این نیست که هیچ چیز هرگز تغییر نمی‌کند، اما طبق این مدل، تغییرات مستمر و یکنواخت هستند. برای ایجاد بحران اقتصادی یا رشد شدید ناگهانی وجود نوعی شوک خارجی لازم است؛ چه افزایش شدید قیمت نفت، چه وقوع جنگ، و چه اختراع اینترنت. مینسکی با این نظر مخالف بود. او معتقد بود که سیستم می‌تواند به خودی خود و با دینامیک داخلی‌اش شوک ایجاد کند. به اعتقاد او، در دوره‌های ثبات اقتصاد، بانک‌ها، شرکت‌ها و دیگر کارگزاران اقتصادی آسان‌گیر می‌شوند. آنها فرض می‌کنند که روزهای خوش همواره ادامه خواهد داشت و در پی کسب سود بالاتر، بیشتر خطر می‌کنند. به این ترتیب بذر بحران بعدی در همان روزهای خوش کاشته می‌شود.

## سه مرحله بدهی
مینسکی نظریه‌ای بنام "فرضیه بی‌ثباتی مالی" را پیشنهاد، و ادعا کرد که ارائه وام و تسهیلات اعتباری در سه فاز مجزا انجام می‌شود. او این مراحل را "تحت پوشش"، "پرمخاطره" و "پانزی" نام گذاشت، که نام مرحله آخر از چارلز پانزی، کلاهبردار معروف، گرفته شده بود.
در مرحله اول، یعنی اندکی پس از پایان بحران اقتصادی، بانک‌ها و وام‌گیرندگان محتاط هستند. مبلغ وام‌ها کم است و وام‌گیرندگان توان بازپرداخت اصل و بهره بدهی را دارند. با افزایش اعتماد در بازارها، بانک‌ها اعطای وام‌هایی را از سر می‌گیرند که دریافت‌کنندگانشان تنها قادرند بهره آنها را بپردازند. معمولاً برای ضمانت این وام‌ها کالا یا سرمایه‌ای گرو گذاشته می‌شود که با گذشت زمان ارزشش افزایش می‌یابد.
بعد از این، یعنی وقتی از بحران قبلی چیزی جز خاطره‌ای دوردست باقی نمانده، به مرحله آخر – یعنی مرحله پانزی – می‌رسیم. در این مرحله بانک‌ها به شرکت‌ها و خانواده‌هایی وام می‌دهند که نه توان بازپرداخت اصل وام را دارند، و نه امکان پرداخت بهره آن را. در این مرحله هم فرض می‌شود که ارزش دارایی‌هایی که وام بر اساس آنها داده شده، افزایش خواهد یافت. بهترین راه فهمیدن این مدل در نظر گرفتن یک وام مسکن عادی است.
مرحله "تحت پوشش" مثل وام‌هایی است که باید اصل و بهره آن پرداخت شوند. مرحله "پرمخاطره" بیشتر شبیه وام‌هایی است که گیرنده فقط بهره آن را می‌پردازد، و مرحله "پانزی" از این هم فراتر می‌رود. مثل این است که بعد از گرفتن وام مسکن، به‌مدت چند سال هیچ پرداختی انجام ندهید و امیدوار باشید که قیمت خانه آنقدر بالا رفته باشد که با فروش آن بتوانید اصل مبلغ وام و همه اقساط پرداخت نشده بهره آن را بپردازید. می‌بینید که این مدل به‌خوبی نحوه و شکل وام‌هایی را که به بحران مالی اخیر منجر شدند، نشان می‌دهد.

## علم فاینانس مهم است
تا چندی پیش اکثر کارشناسان اقتصاد کلان چندان به جزئیات ریز سیستم بانکی و مالی علاقه‌ای نداشتند، و آن را تنها ابزار و واسطه‌ای برای جابجایی پول میان پس‌اندازکنندگان و وام‌گیرندگان می‌دانستند. اکثر مردم در موقع دوش گرفتن زیاد به جزئیات کار لوله‌کشی توجه نمی‌کنند. مادامی که لوله‌ها کار کنند و آب جریان داشته باشد، نیازی به سر در آوردن از جزئیات کار نیست.
بحران سال ۲۰۰۸ باعث توجه بیشتر به طرز کار سیستم مالی شد
از نظر مینسکی، بانک‌ها بیش از آنکه به لوله شبیه باشند، نقش پمپ آب را بازی می‌کنند. آنها صرفاً واسطه‌ای برای جابجایی پول در سیستم نیستند، بلکه موسسات سود آوری هستند که نفعشان در افزایش میزان وام‌هاست. این بخشی از همان ساز و کاریست که باعث بی‌ثباتی اقتصاد می‌شود.

## ترجیح واژه‌ها به مدل‌ها
از زمان جنگ جهانی دوم، علم اقتصاد به‌نحو فزاینده‌ای به استفاده از ریاضیات روی آورده، و برای توضیح چگونگی کارکرد آن از مدل‌های ریاضی استفاده می‌شود. اما برای مدل کردن چیزها به پیش‌فرض نیاز است، و منتقدان گرایش غالب و رایج علم اقتصاد می‌گویند که با پیچیده‌تر شدن مدل‌ها و محاسبات ریاضی سازنده آنها، پیش‌فرض‌هایی که این مدل‌ها بر اساس آنها بنا شده‌اند، هرچه بیشتر از واقعیت فاصله می‌گیرند، و مدل‌ها بخودی خود به هدف تبدیل می‌شوند. مینسکی ریاضیات خوانده بود، اما طرفدارگرایشی بود که در میان اقتصاد دانان به گرایش روایی معروف (narrative approach) است. او ترجیح می‌داد دیدگاه‌هایش را با واژه‌ها بیان کند. بسیاری از بزرگان حوزه اقتصاد، از آدام اسمیت گرفته تا جان مینارد کینز و فریدریش هایک، از همین روش استفاده می‌کردند. ریاضیات دقیق‌تر است، اما واژه‌ها امکان بیان و درگیر شدن با موضوعات پیچیده‌ای را فراهم می‌کند که مدل کردنشان دشوار است؛ مفاهیمی نظیر عدم قطعیت، عمل غیرعقلایی، و هیجان. طرفداران مینسکی می‌گویند که اتخاذ این روش باعث شکل‌گیری ادراکی از اقتصاد شده که از گرایش رایج و غالب به علم اقتصاد به‌مراتب "واقع‌بینانه‌تر" است.